# Golf de Sperone
Cet article concerne le golf de Sperone, en Corse-du-sud. Pour la commune d'Italie, voir Sperone.
 (août 2011).
Le golf de Sperone est un parcours de golf de 80 hectares situé sur la commune de Bonifacio (Corse-du-Sud), dans la collectivité territoriale de Corse. Il est aujourd'hui considéré comme un des plus beaux du monde, surtout grâce au trou numéro 16 qui propose de jouer par-dessus la mer.

## Histoire

### Création
Le golf est créé au début des années 1960 par Jacques Dewez, un ancien pilote de chasse passionné de sport automobile recyclé dans l'immobilier : il est associé à Jean Kerguen. En 1962, Dewez traite avec le maire de Bonifacio et achète avec Kerguen le domaine de Sperone. Il acquiert 130 hectares d'un seul tenant pour 1 franc le mètre carré.
Kerguen prend contact avec Robert Trent Jones qui vient à Sperone, et qui confie l'exécution des travaux à son collaborateur direct, Cabell Robinson. Pour la desserte, Dewez impose la construction d'un aéroport international à Figari, en plein maquis, à 25 km de là.
Jean Kerguen est le premier président du golf.
Un site archéologique de 4 hectares, comprenant une vaste villa romaine et une cale sèche, est présent non loin du golf.

### Attaques nationalistes
En mars 1994, trois ans après l'ouverture du golf et un plan d'occupation largement revu à la baisse (hôtel de luxe et thalassothérapie sont abandonnés), un commando de quatorze hommes du FLNC est surpris alors qu'il s'apprête à en dynamiter les installations.
L'affaire « Sperone I », jugée en 2000 à Paris, s'ouvre sur la lecture d'un communiqué du FLNC dénonçant Sperone comme une « inacceptable enclave » et un « symbole de la spéculation ». 
En 1996, une égérie du mouvement nationaliste, ancienne compagne de François Santoni, l'avocate Marie-Hélène Mattei, est l'intermédiaire d'une tentative de racket de 4 millions de francs. Elle est incarcérée pour cela en juillet 1996 à la maison d'arrêt de Borgo.

### Source
- « Le golf de Sperone, sea, sun and secret », Le Monde, 23 août 2007